# هتل پارسیان استقلال

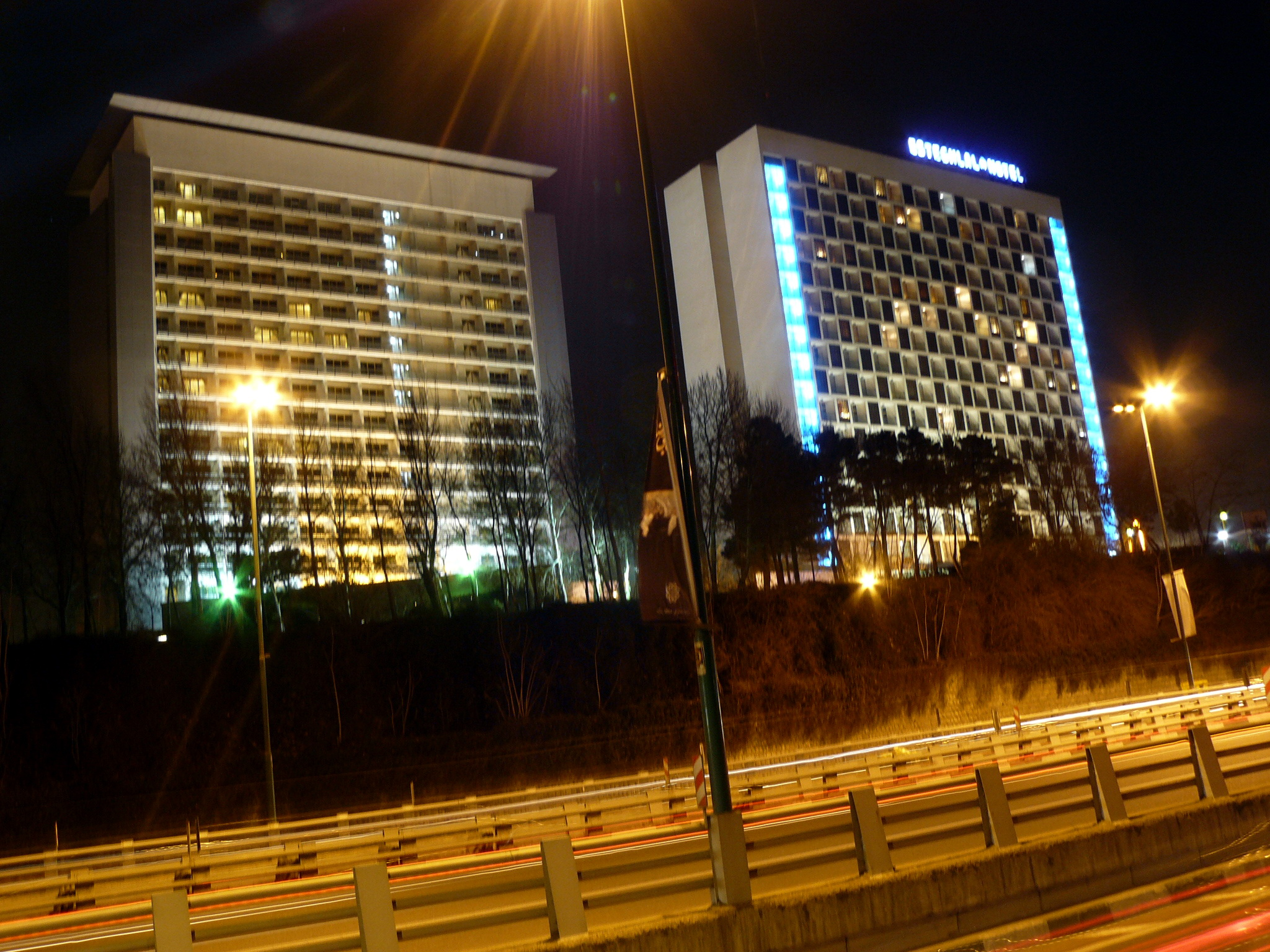
برج‌های هتل استقلال در شب

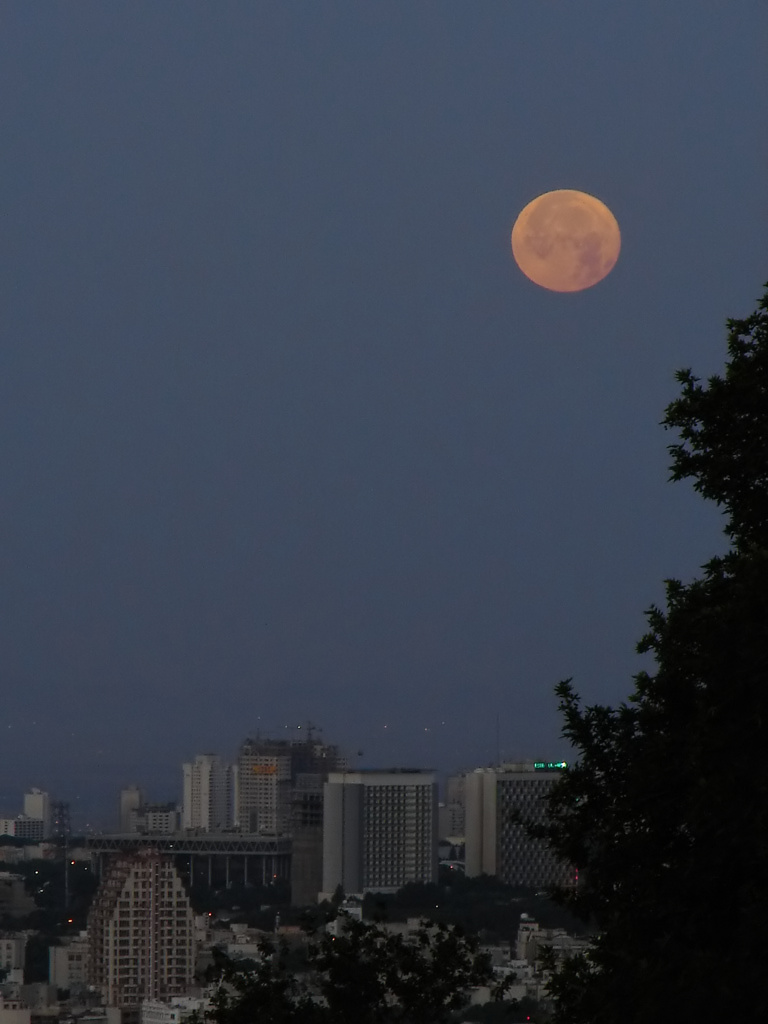
برج‌های هتل استقلال در شبی با ماه کامل در تهران

هتل پارسیان استقلال (با نام پیشین رویال هیلتون تهران) بزرگترین هتل بین‌المللی پنج ستارهٔ ایران در شمال تهران است. هتل استقلال در جنوب اراضی محمودیه شمیران (در چهارراه پارک وی تقاطع بزرگراه چمران و خیابان ولی عصر) قرار دارد. این هتل توسط حیدر غیایی طراحی شده‌است. نام این هتل در گذشته رویال هیلتون تهران که زیرمجموعه هتل‌های هیلتون قرار داشت، پس از انقلاب مصادره شد و به نام «هتل استقلال» تغییر نام داد.

## تاریخچه
این هتل که در زمان خود بزرگترین هتل خاورمیانه بود، در زمینی به مساحت ۹۰۰۰۰ متر مربع در مدت ۳ سال ساخته شد و در ۱ بهمن ۱۳۴۱ در حضور محمدرضا شاه، گشایش یافت. ساخت این هتل توسط ۳ شرکت ایرانی، آمریکایی و انگلیسی با پشتیبانی مالی بنیاد پهلوی انجام گرفت. این ساختمان که در زمان خود بلندترین ساختمان ایران بود زیر نظر مهندس فروغی، مهندس ظفر، مهندس صادق و شرکت انگلیسی سیمنتیشن (اُرسیز) ساخته شد. از آنجا که این هتل از اهمیت زیادی برای دولت وقت برخوردار بود، تمبری یادبود به همین مناسبت چاپ و منتشر گردید. این هتل شامل دو برج شرقی و غربی می‌شود. برج غربی در سال ۱۳۴۱ و برج شرقی در سال ۱۳۵۱ به بهره‌برداری رسید.
برج شرقی هتل استقلال در جریان برگزاری هشتمین اجلاس سران کشورهای اسلامی تهران در سال ۱۳۷۶ بازسازی شد. همچنین برج جنوبی هتل استقلال با ظرفیت ۲۰۰ اتاق در راستای طرح توسعه در حال احداث می‌باشد. هم‌اکنون این هتل زیرمجموعه گروه هتلهای پارسیان می‌باشد که ۲۲ هتل را در ایران در اختیار دارد (اکثراً هتلهای آمریکایی مصادره شده بعد از انقلاب) و تحت مالکیت بنیاد مستضعفان جمهوری اسلامی ایران است.
سال۴۱ بود که شهر تهران با هتل هیلتون متفاوت دیده می‌شد. برج غربی توسط معتبرترین برند هتل داری جهان ساخته شد و سال ۵۱ بعد از ۱۰ سال برج شرقی هتل هیلتون ساخته شد.  امروز هتل استقلال تهران با ۵۵۰ اتاق در دو برج غربی و شرقی در پارک وی و در تقاطع اتوبان چمران واقع شده است.

## میزبانی مراسم‌ها
این هتل به عنوان نمادی از توسعه و پیشرفت اقتصادی ایران محسوب می‌شد و از این روی تا پایان دوره پهلوی، محل برگزاری مهم‌ترین مراسم و محل اقامت چهره‌های نامدار بین‌المللی بود. مراسم گزینش دختر شایسته ایران نیز هر ساله در این هتل انجام می‌گرفته‌است. بخش‌های از فیلم مشهور «گنج قارون» در دهه چهل خورشیدی در این هتل فیلمبرداری شده است.

## امکانات
هتل استقلال دارای ۵۵۰ اتاق و ۴۸ سوئیت است و دارای امکانات زیر است:
- برج غربی هتل دارای ۵۶ اتاق یک‌نفره، ۱۷۵ اتاق دونفره، ۲۸ سوئیت کوچک و ۲ سوئیت بزرگ
- برج شرقی دربردارنده ۱۱۴ اتاق یک‌نفره : ۱۵۹ اتاق دو نفره، ۱۵ سوئیت کوچک و ۳ سوئیت بزرگ
- تالار دریای نور: یکی از بزرگترین سالن‌های بی‌ستون ایران است که ۱۰۰۰ نفر گنجایش دارد
- تالار - رستوران یاس
- تالار پذیرایی یاس
- تالار - رستوران نوفل لوشاتو
- رستوران رز
- رستوران فرانسوی رویال کوزین
- رستوران لبنانی الحیات
- رستوران فصلی آبشار
- کافی شاپ لابی (لاله سرویس)
- کافی شاپ دانسترز لانژ (Downstairs)